# 2026-os női sakkvilágbajnokság
A 2026-os női sakkvilágbajnokság a Nemzetközi Sakkszövetség (FIDE) által szervezett versenysorozat, amely az elért helyezések alapján a világkupán való indulásra jogosító zónaversenyekből és kontinensbajnokságokból, a világbajnokjelöltek versenyén való részvételhez kvalifikációt biztosító 2025-ös női sakkvilágkupa versenyből, a 2024–2025 folyamán lezajlott Grand Prix versenysorozatból, a 2025-ben megrendezett FIDE Grand Swiss svájci rendszerű versenyből és a nyolc legjobb versenyző részvételével rendezett világbajnokjelölti versenyből, és e versenyeket követően a versenysorozatot lezáró világbajnoki döntőből áll.
Ez az első alkalom, hogy az előző világbajnoki döntő vesztese nem kapott automatikusan kvalifikációt a világbajnokjelöltek versenyére. A torna nyolcadik résztvevője az lesz, aki a 2024 és 2025 folyamán lezajlott női versenyeken elért helyezések alapján számolt pontversenyben a legtöbb pontot szerezte a más módon kvalifikációt szerzett versenyzők után.
A világbajnoki döntő helyszíne és időpontja még nincs meghatározva.

## A világbajnokjelöltek versenye
A világbajnokjelöltek versenyére 2026. áprilisban kerül sor egy később kijelölendő helyszínen.
A kvalifikáciüt szerzett nyolc versenyző kétfordulós körmérkőzésen méri össze tudását, és közülük a győztes szerez jogot a regnáló világbajnokkal, Csü Ven-csünnel való megmérkőzésre a világbajnoki címért.

### A világbajnokjelölti versenyre kvalifikációt szerzett résztvevők
A kvalifikációt szerzett versenyzők a 2025. július 29-i állapot szerint.
| Kvalifikáció módja | Versenyző                              | Ország         | Életkor        | Élő-pont       | világranglista helyezés |
| Kvalifikáció módja | Versenyző                              | (2025. július) | (2025. július) | (2025. július) | (2025. július)          |
| --- | -------------------------------------- | -------------- | -------------- | -------------- | ----------------------- |
| A FIDE Women’s Grand Prix 2024–25 első két helyezettje                                                                           | Csu Csiner (győztes)                   | Kína           | (22 éves)      | 2533           | 6                       |
| A FIDE Women’s Grand Prix 2024–25 első két helyezettje                                                                           | Alekszandra Gorjacskina (2. helyezett) | (FIDE)         | (26 éves)      | 2533           | 7                       |
| A 2025-ös női sakkvilágkupa első 3 helyezettje                                                                                   | Divja Desmukh (győztes)                | India          | (19 éves)      | 2463           | 18                      |
| A 2025-ös női sakkvilágkupa első 3 helyezettje                                                                                   | Kónéru Hampi (2. helyezett)            | India          | (38 éves)      | 2536           | 5                       |
| A 2025-ös női sakkvilágkupa első 3 helyezettje                                                                                   | Tan Csung-ji (3. helyezett)            | Kína           | (34 éves)      | 2527           | 8                       |
| A 2025-ös női FIDE Grand Swiss első két helyezettje                                                                              | TBD                                    |                |                |                |                         |
| A 2025-ös női FIDE Grand Swiss első két helyezettje                                                                              | TBD                                    |                |                |                |                         |
| A 2024–2025-ös női versenyeken elért helyezések alapján számolt pontverseny győztese (a kvalifikációt más módon szerzettek után) | TBD                                    |                |                |                |                         |

## A 2024-2025-ös női versenyek pontversenyének állása

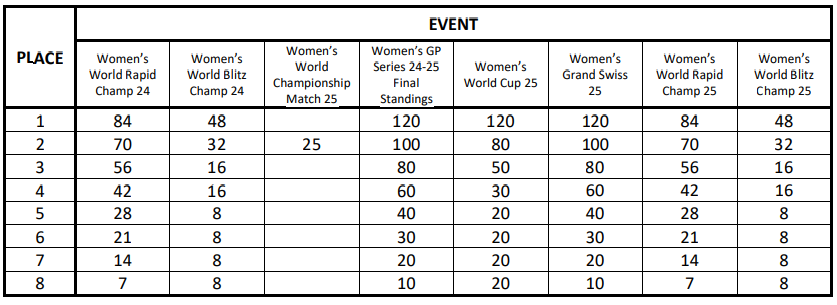
A FIDE 2024–25. évi női versenyein szerezhető pontok

A táblázat a 2025. július 29-i állapot szerint.
A pontversenybe legfeljebb öt eredmény számítható be.
- : A pontverseny vezetője a más módon kvalifikációt szerzettek után
- : jelenlegi világbajnok – nem résztvevője a világbajnokjelöltek versenyének
- : A világbajnokjelöltek versenyére más módon kvalifikációt szerzett versenyzők
- : A versenyző nem indulhat a világbajnokjelöltek versenyén

| No. | Versenyző               | Ország                    | Pont   | Esemény | 1                               | 2                               | 3                     | 4                    | 5 |
| --- | ----------------------- | ------------------------- | ------ | ------- | ------------------------------- | ------------------------------- | --------------------- | -------------------- | - |
| 1   | Kónéru Hampi            | India                     | 224.00 | 3       | World Rapid 2024 1. – 84.00     | Grand Prix 4. – 60.00           | Világkupa 2. – 80.00  |                      |   |
| 2   | Tan Csung-ji            | Kína                      | 153.50 | 4       | Előző VB döntő 2. – 25.00       | World Rapid 2024 T 2–7. – 38.50 | Grand Prix 5. – 40.00 | Világkupa 3. – 50.00 |   |
| 3   | Divja Desmukh           | India                     | 140.00 | 2       | Grand Prix 7. – 20.00           | Világkupa 1. – 120.00           |                       |                      |   |
| 4   | Csu Csiner              | Kína                      | 128.00 | 2       | World Blitz 2024 T 5–8. – 8.00  | Grand Prix 1. – 120.00          |                       |                      |   |
| 5   | Alekszandra Gorjacskina | (FIDE)                    | 100.00 | 1       | Grand Prix 2. – 100.00          |                                 |                       |                      |   |
| 6   | Csü Ven-csün            | Kína                      | 86.50  | 2       | World Rapid 2024 T 2–7. – 38.50 | World Blitz 2024 1. – 48.00     |                       |                      |   |
| 7   | Anna Muzicsuk           | Ukrajna                   | 80.00  | 1       | Grand Prix 3. – 80.00           |                                 |                       |                      |   |
| 8   | Lej Ting-csie           | Kína                      | 62.00  | 2       | World Blitz 2024 2. – 32.00     | Világkupa 4. – 30.00            |                       |                      |   |
| 9   | Drónavalli Hárika       | India                     | 58.50  | 2       | World Rapid 2024 T 2–7. – 38.50 | Világkupa T 5–8. – 20.00        |                       |                      |   |
| 10  | Jekatyerina Lagno       | (FIDE)                    | 54.50  | 2       | World Rapid 2024 T 2–7. – 38.50 | World Blitz 2024 T 3–4. – 16.00 |                       |                      |   |
| 11  | Bibisara Assaubayeva    | Kazahsztán                | 39.40  | 3       | World Rapid 2024 T 8–12. – 1.40 | World Blitz 2024 T 5–8. – 8.00  | Grand Prix 6. – 30.00 |                      |   |
| 12  | Afruza Khamdamova       | Üzbegisztán               | 38.50  | 1       | World Rapid 2024 T 2–7. – 38.50 |                                 |                       |                      |   |
| 13  | Alekszandra Kosztyenyuk | Svájc                     | 38.50  | 1       | World Rapid 2024 T 2–7. – 38.50 |                                 |                       |                      |   |
| 14  | Vaishali Rameshbabu     | India                     | 36.00  | 2       | World Blitz 2024 T 3–4. – 16.00 | Világkupa T 5–8. – 20.00        |                       |                      |   |
| 15  | Nana Dzagnidze          | Grúzia                    | 25.00  | 2       | Grand Prix T 8–9. – 5.00        | Világkupa T 5–8. – 20.00        |                       |                      |   |
| 16  | Szung Jü-hszin          | Kína                      | 20.00  | 1       | Világkupa T 5–8. – 20.00        |                                 |                       |                      |   |
| 17  | Valentyina Gunyina      | (FIDE)                    | 8.00   | 1       | World Blitz 2024 T 5–8. – 8.00  |                                 |                       |                      |   |
| 18  | Carissa Yip             | Amerikai Egyesült Államok | 8.00   | 1       | World Blitz 2024 T 5–8. – 8.00  |                                 |                       |                      |   |
| 19  | Marija Muzicsuk         | Ukrajna                   | 6.40   | 2       | World Rapid 2024 T 8–12. – 1.40 | Grand Prix T 8–9. – 5.00        |                       |                      |   |
| 20  | Irene Kharisma Sukandar | Indonézia                 | 1.40   | 1       | World Rapid 2024 T 8–12. – 1.40 |                                 |                       |                      |   |
| 21  | Deysi Cori              | Peru                      | 1.40   | 1       | World Rapid 2024 T 8–12. – 1.40 |                                 |                       |                      |   |
| 22  | Sztavrúla Colakídu      | Görögország               | 1.40   | 1       | World Rapid 2024 T 8–12. – 1.40 |                                 |                       |                      |   |